# Българско знаме (цирк)
„Българско знаме“ е първата българска гимнастическа, акробатическа и комична трупа. Стартира на Великден през 1897 г. Създадена е от Петър Панайотов, Коста Шалганов и Панчо Киров

## История

### Предистория
През 1886 г. в София пристига първата професионална акробатическа трупа в България, която е японска. Отначало е оспорвано зрелище – скъпо и опасно. А присъствието на жени на арената тогава е приемано за неприлично и развращаващо поради разголените им трика.
През 1888 г. след японската трупа ни посещава трупата на италианеца Анжело Пизи. Тя представлява за пръв път в България изпълнения с дресирани животни. Под шатрата ѝ започва кариерата си създателят на първата българска циркова трупа – Петър Панайтов. На тръгване от България Пизи му предлага съдружие, но Панайотов отказва. Остава в страната, за да сбъдне мечтата си.

### „Българско знаме“
През 1897 г. създава първата акробатическа, гимнастичека и комична българска трупа. Кръщава я „Българско знаме“. В трупата подготвя първите български професионални циркови артисти.
През 1897 – 1914 година се създават пътуващите циркове „Ганчо“, „България“ и др., организират се и първите циркови школи.
Духовният оркестър е създаден от няколко роми, а Петър изпълнява акробатичния си номер върху наклонени маси.